# Gilgal (miasto biblijne)

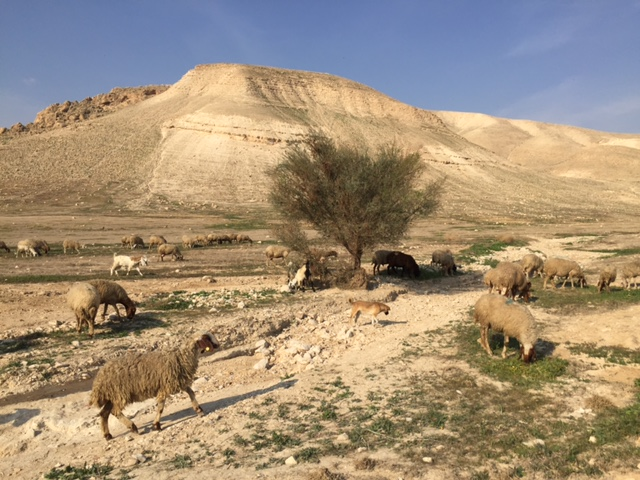
Współczesny widok miejsca utożsamianego przez część badaczy z biblijnym Gilgal

Gilgal (hebr. גִּלְגָּל) – ostatnie obozowisko Izraelitów podczas wyjścia z Egiptu, zlokalizowane na zachód od Jordanu na równinie Jerycha. Według Onomasticonu Euzebiusza z Cezarei odległość między Gilead a Jerychem wynosiła około 3 km. Gilead utożsamiany jest ze współczesnym Chirbet el-Mefdżer.
Według Księgi Jozuego (Joz 4,19–20) Jozue ustawił w Gilgal dwanaście kamieni (widziane jeszcze w IV wieku przez pielgrzymów z czasów Euzebiusza z Cezarei) i dokonał rytuału obrzezania Izraelitów (Joz 5,3). Pochodząca z VI wieku mapa z Madaby lokalizuje kamienie Jozuego na północ od Jerycha. Żyjący w drugiej połowie VII wieku biskup Arkulf wzmiankuje o tym, że nad nimi wzniesiono świątynię. Po raz ostatni kamienie zostały wspomniane w źródłach z XII wieku.